# ルアン・ヴィニシウス・ダ・シウヴァ・サントス
ルアン（Luan）もしくはルアン・サントス（Luan Santos）ことルアン・ヴィニシウス・ダ・シウヴァ・サントス（ポルトガル語: Luan Vinícius da Silva Santos、1999年5月14日 - ）は、ブラジルのサッカー選手。ポジションはMF。

## クラブ歴
サンパウロに生まれ、サンパウロFCの下部組織に2010年に加入。2018年7月20日、ジュシレイが負傷したため、ディエゴ・アギーレ監督からトップチームに招集された。その2日後にはエジマル・フラガに代わって出場し、早くもトップチーム初出場を記録した。29日にはウジソンが出場停止であったためにスターティングメンバーに抜擢された。10月23日に契約を2022年まで延長した。

## 代表歴
U-20代表として親善試合のチリ代表戦でキャプテンマークを巻いた。2018年12月13日には2019 南米ユース選手権のメンバーに選ばれた。